# Conrad Åkerhielm
Conrad Åkerhielm, född 17 juli 1719 på Hjälmarsberg i Almby socken, död 1 december 1782, var en svensk militär.
Han var son till Jakob Hertzen och Elisabet de Besche (1679-1760) som var dotter till bruksägaren Gillis de Besche (1624-1709). Åkerhielm var gift första gången 1749 med Ulrika Eleonora Sonnström, (död 1751) och från 1752 med Hedvig Beata Gadde (1725-1807) som var dotter till översten Gustaf Gadde. Han blev far till nio barn varav sonen Conrad Reinhold Åkerhielm blev militär och han var yngre bror till advokaten Jakob Åkerhielm.
Han blev student vid Kungliga Akademien i Åbo 1735 och volontär vid livregementet till häst 1739. Han blev korpral där 1741 och adjutant 1743 samt kornett 1745. Åkerhielm blev löjtnant 1747 och stabsryttmästare samt ryttmästare med eget kompani 1758. Han blev sekundmajor 1779 och erhöll överstelöjtnants avsked 1775. Han blev riddare av Svärdsorden 1761. Som militär medverkade han i det finska kriget 1741–1743 och pommerska kriget 1758–1762, vid det senare blev han sårad och krigsfånge vid Greiffenberg 22 september 1760 men han blev befriad i oktober samma år.